# Vanmanenia xinyiensis
Vanmanenia xinyiensis är en fiskart som beskrevs av Zheng och Chen, 1980. Vanmanenia xinyiensis ingår i släktet Vanmanenia och familjen grönlingsfiskar. Inga underarter finns listade i Catalogue of Life.